# Голамреза Могаммаді
Голамреза Могаммаді (перс. غلامرضا محمدی; нар. 18 грудня 1970, Хорремабад, остан Лурестан) — іранський борець вільного стилю, дворазовий срібний та дворазовий бронзовий призер чемпіонатів світу, бронзовий призер чемпіонату Азії, дворазовий володар та срібний призер Кубків світу, срібний призер Кубку Азії, учасник Олімпійських ігор.

## Життєпис
Боротьбою почав займатися з 1985 року. У 1990 році став чемпіоном світу серед юніорів. У 1996 році виграв чемпіонат світу серед студентів, а наступного року став чемпіоном світу серед військовослужбовців.
Виступав за борцівський клуб «Jahanbachdir Tovfigh» з Тегерана. Тренер — Бабек Азаді.

## Спортивні результати на міжнародних змаганнях

### Виступи на Олімпіадах
| Змагання                    | Збірна | Вагова категорія          | Місце |
| --------------------------- | ------ | ------------------------- | ----- |
| Літні Олімпійські ігри 1996 | Іран   | вільна боротьба, до 52 кг | 5     |

### Виступи на Чемпіонатах світу
| Змагання                        | Збірна | Вагова категорія          | Місце  |
| ------------------------------- | ------ | ------------------------- | ------ |
| Чемпіонат світу з боротьби 1993 | Іран   | вільна боротьба, до 52 кг | Срібло |
| Чемпіонат світу з боротьби 1994 | Іран   | вільна боротьба, до 52 кг | Бронза |
| Чемпіонат світу з боротьби 1995 | Іран   | вільна боротьба, до 52 кг | Срібло |
| Чемпіонат світу з боротьби 1997 | Іран   | вільна боротьба, до 54 кг | 6      |
| Чемпіонат світу з боротьби 1998 | Іран   | вільна боротьба, до 54 кг | Бронза |
| Чемпіонат світу з боротьби 1999 | Іран   | вільна боротьба, до 54 кг | 8      |

### Виступи на Чемпіонатах Азії
| Змагання                       | Збірна | Вагова категорія          | Місце  |
| ------------------------------ | ------ | ------------------------- | ------ |
| Чемпіонат Азії з боротьби 1997 | Іран   | вільна боротьба, до 54 кг | Бронза |

### Виступи на Азійських іграх
| Змагання           | Збірна | Вагова категорія          | Місце |
| ------------------ | ------ | ------------------------- | ----- |
| Азійські ігри 1994 | Іран   | вільна боротьба, до 52 кг | 4     |

### Виступи на Кубках світу
| Змагання                    | Збірна | Вагова категорія          | Місце  |
| --------------------------- | ------ | ------------------------- | ------ |
| Кубок світу з боротьби 1994 | Іран   | вільна боротьба, до 52 кг | 4      |
| Кубок світу з боротьби 1995 | Іран   | вільна боротьба, до 52 кг | Срібло |
| Кубок світу з боротьби 1998 | Іран   | вільна боротьба, до 54 кг | 7      |
| Кубок світу з боротьби 1999 | Іран   | вільна боротьба, до 54 кг | Золото |
| Кубок світу з боротьби 2001 | Іран   | вільна боротьба, до 54 кг | Золото |

### Виступи на інших змаганнях
| Змагання                                                  | Збірна | Вагова категорія          | Місце  |
| --------------------------------------------------------- | ------ | ------------------------- | ------ |
| Чемпіонат світу з боротьби серед студентів 1996           | Іран   | вільна боротьба, до 52 кг | Золото |
| Чемпіонат світу з боротьби серед військовослужбовців 1997 | Іран   | вільна боротьба, до 58 кг | Золото |
| Кубок Азії з боротьби 2003                                | Іран   | вільна боротьба, до 55 кг | Срібло |

### Виступи на змаганнях молодших вікових груп
| Змагання                                      | Збірна | Вагова категорія          | Місце  |
| --------------------------------------------- | ------ | ------------------------- | ------ |
| Чемпіонат світу з боротьби серед юніорів 1990 | Іран   | вільна боротьба, до 50 кг | Золото |
| Чемпіонат світу з боротьби серед молоді 1991  | Іран   | вільна боротьба, до 52 кг | 5      |